# 明文堂プランナー
株式会社明文堂プランナー（めいぶんどうプランナー、Meibundo Co.,Ltd.）は、富山県を中心に店舗を展開している日本の書店チェーン。店舗名称として明文堂書店（めいぶんどうしょてん）を展開している。近年では隣の石川県に出店。また、関東地方では埼玉県にも出店している。
本社および外商センターは富山県下新川郡朝日町に置いており、入善町に管理本部、金沢市に営業本部、富山市および高岡市に注文センターを置いている。

## 店舗の特徴
企業メインテーマに『感動』を掲げ、近年にはレンタルチェーンのTSUTAYAやコーヒーチェーンのタリーズコーヒーなどとの複合型店舗の出店を急速に進めており、様々なサービスに取り組んでいる。金沢ビーンズなどに見られる大型店舗にも力を入れている。官公庁、学校、一般企業向けの書籍の販売や、OA機器（富士フイルムビジネスイノベーション製）の販売も行っている。2008年10月2日には、国内最大級のショピングモールであるイオンレイクタウンに出店した。

## 沿革
- 1945年（昭和20年） - 朝日町荒川にて明文堂書店創業。当時は商店街の中にある小さな店舗であった。
- 1977年（昭和52年）5月 - 資本金300万円の有限会社明文堂書店となる。
- 1986年（昭和61年）12月 - 郊外型店舗1号店の朝日店オープン。
- 1993年（平成5年）5月 - 資本金5000万円に増資し、株式会社明文堂書店に商号を変更。
- 2011年（平成23年）5月 - 株式会社明文堂プランナーに商号変更。

## 店舗一覧

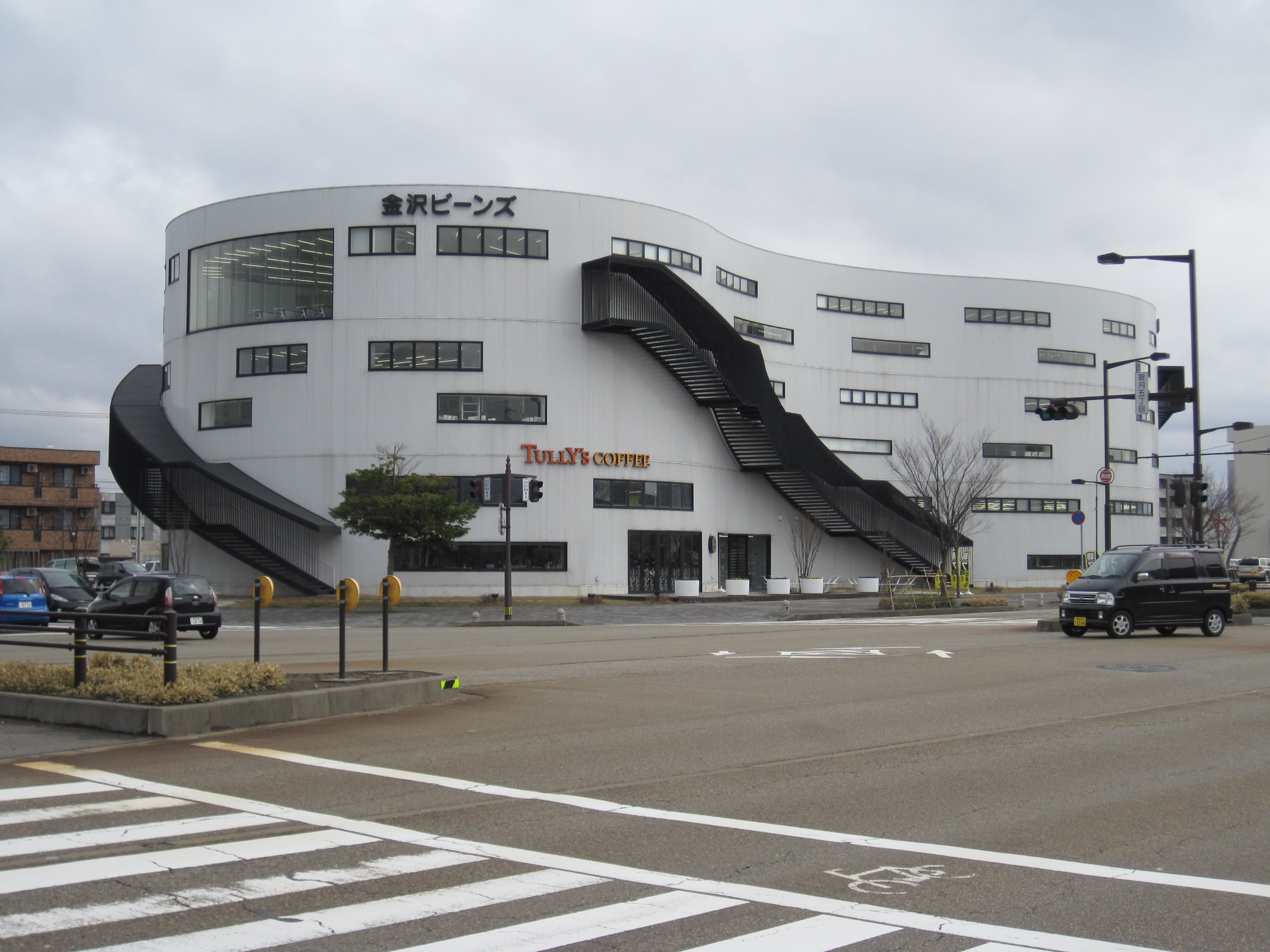
金沢ビーンズ

現在の店舗は、明文堂書店公式サイトの店舗案内を参照。

### 現在

#### 富山県
- 滑川店（滑川市）
- 黒部店（黒部市）
  - 2025年4月より夜間時間帯のセルフレジ（キャッシュレス決済限定）による無人営業（北陸では初）を開始し、24時間営業となった[3]。
- 新入善店（下新川郡入善町）
- 朝日店（下新川郡朝日町）
- 氷見店（氷見市）
- 高岡射水店（射水市）

#### 石川県
- 金沢県庁前本店（通称「金沢ビーンズ」、金沢市）
- 金沢野々市店（野々市市）
- 小松ツリーズ（小松市）

#### 埼玉県
- TSUTAYAレイクタウン（越谷レイクタウン店、越谷市）
  - イオンレイクタウンkaze棟内の準核テナントとして出店。
- 川口末広店（川口市）
- TSUTAYA戸田（戸田公園店、戸田市）

### 過去

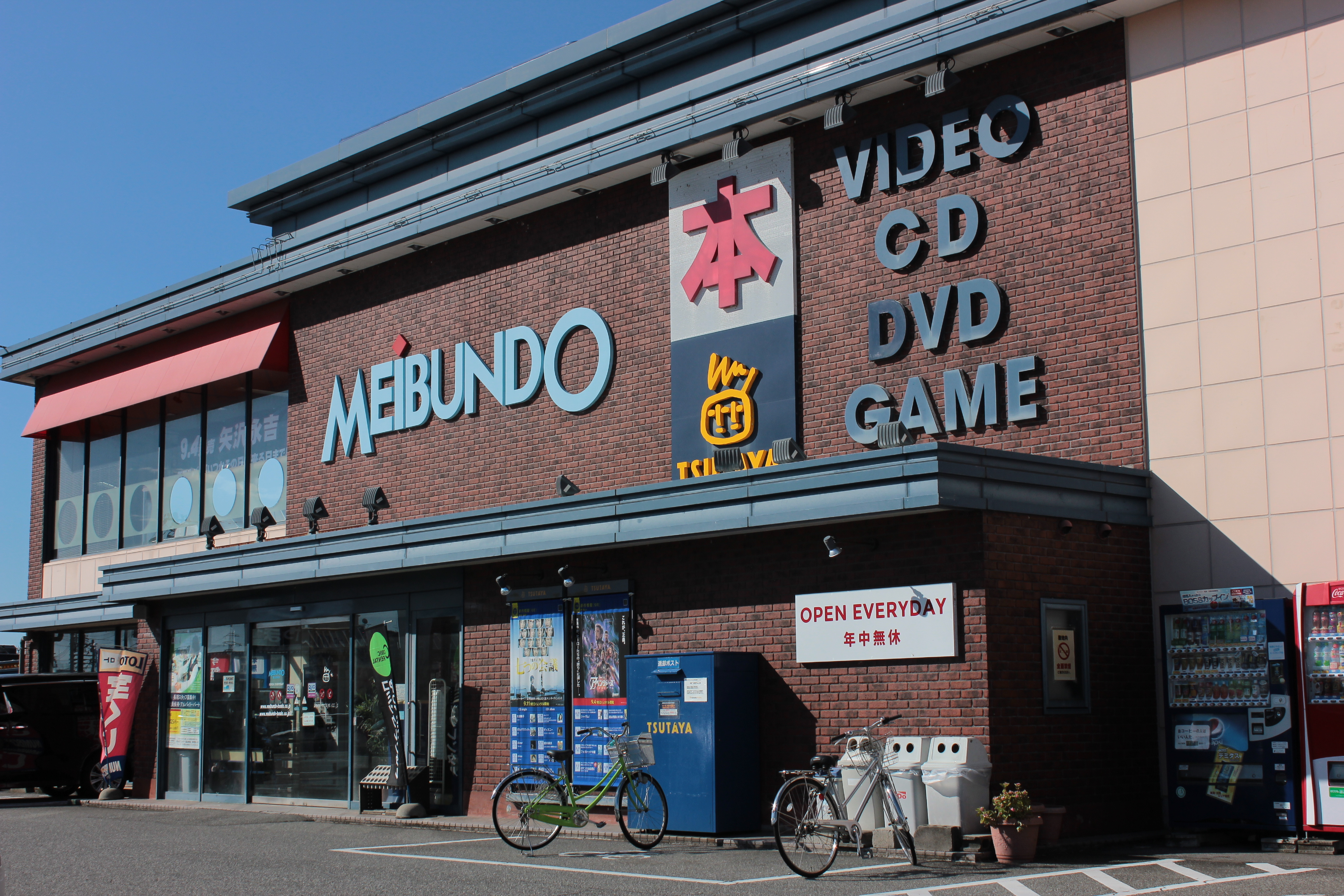
富山掛尾店（2024年1月14日閉店）

#### 富山県
- 旧本店（下新川郡朝日町）
  - 創業時の店舗。
- アスカ店（下新川郡朝日町）
- 入善店（下新川郡入善町）
- コスモ21店（下新川郡入善町）
  - 上記3店舗は2003年3月21日に新入善店に統合移転された[4]。
- アーバンプレイス店（富山市）
  - 富山掛尾店開店時に閉店。
- 魚津店（魚津市）
  - 1994年12月オープン[5]。2019年2月11日をもって書籍売場が営業終了、以降TSUTAYAのみ営業継続[6]。2023年1月31日閉店[5]。
- 富山新庄経堂店（富山市）
  - 1997年12月21日に『富山県内最大の書店』を掲げて開店[7]。2024年1月28日をもって書籍売場が営業終了[8]、以降はタリーズコーヒーのみ同年9月1日まで営業を続けた。その後建物を解体し、跡地は2025年度を目処にとやま生活協同組合の大型スーパー[9]（鉄骨平屋建て一部2階建て[9]、売場面積1,485m2[10]）がオープンする予定[9]。
- 富山掛尾店（同上）
  - 2001年8月10日に24時間営業店として開店[11][8]。2023年9月3日をもって書籍売場が営業終了、以降はTSUTAYAのみ2階から1階に移転して営業継続[12][8]。2024年1月14日閉店[8]。
- 富山有沢橋店（同上）
  - 2000年12月22日開店[13]。2024年2月29日に閉店[14]。

#### 石川県
- KOMATSU
  - 前述の「小松ツリーズ」に継承。
- 石川松任店（白山市）
  - 2018年12月9日をもって書籍売場が営業終了、以降TSUTAYAのみ営業継続[15]。2021年3月14日閉店。
- 能登七尾店（七尾市）
  - 2023年2月12日に閉店[5]。
- 能美店（能美市）
  - 2023年2月12日に閉店[5]。

#### 埼玉県
- 西川口店（蕨市）
- 川口駅東口店（川口市）
- 川口駅西口店（川口市）